# Нобили, Леопольдо
Леопольдо Нобили (1785—1835) — итальянский физик-экспериментатор.
Был сыном мэра родного города, принадлежавшего к знатному Дому Эсте. Юность провёл в родном городе, позже поступил в военную академию в Модене. Поступил на службу в армию Наполеона Бонапарта, имел звание капитана артиллерии и был одним из адъютантов Евгения Богарне. В составе наполеоновской армии принял участие в походе в Россию в 1812 году, за что был награждён орденом Почётного Легиона. После возвращения в Италию оставил военную службу и стал директором завода по производству боеприпасов в Брешии. Одновременно с этим он возобновил учёбу, решив теперь изучать физику и в первую очередь электрические явления, и вскоре опубликовал свои первые научные работы в этой области. 
В 1820-е годы много путешествовал по Европе, читал лекции по физике в ряде университетов и встречался со многими известными учёными того времени. В 1831 году принял участие в восстании 1831 года, в результате чего был вынужден отправиться в изгнание во Францию, однако уже год спустя смог вернуться в Тоскану и опубликовал фундаментальную работу «История современной экспериментальной физики». В 1832 он был назначен профессором физики в Королевском музее физики и естественной истории во Флоренции, где совместно с его директором, Винченцо Антинори, начал заниматься экспериментами по изучению электромагнитной индукции; в 1833 году по предложению Леопольдо II возглавил кафедру экспериментальной физики в данном учреждении; в том же году стал академиком Парижской академии наук, а в 1835 году — членом-корреспондентом Берлинской академии наук. Умер в возрасте 50 лет — как предполагается, от перенапряжения и последствий ранений, полученных во время войны в России. Был похоронен в базилике Санта-Кроче во Флоренции. По мнению профессора Балетти, был одним из самых выдающихся итальянских учёных XIX столетия.
Большая часть научных работ Нобили была посвящена электромагнетизму. В 1825 году он изобрёл высокочувствительный гальванометр, получивший его имя, представив его в мае того же года Итальянскому обществу наук в Модене; впоследствии это изобретение было признано важной вехой в истории электромагнетизма. Уже в следующем году он создал совместно с Мачедонио Меллони термопару — термомультипликатор высокой чувствительности и одновременно астатический гальванометр, а ещё через год совместно с ним же занимался исследованиями «прозрачности» различных тел относительно прохождения через них тепловых лучей и теплового спектра Солнца. В 1831 году получил искру от индукционных токов и первым сформулировал правило для определения направления их течения. Занимался также изучением электролиза. Помимо научных работ оставил также двухтомник воспоминаний. 
В честь Нобили названы: Чёрный электрический скат (Torpedo nobiliana Bonaparte, 1835); кратер на Луне.